# NGC 3337
NGC 3337 este o galaxie lenticulară situată în constelația Sextantul. A fost descoperită în 22 martie 1865 de către Albert Marth.